# Locanto
Locantoは求人、恋愛、賃貸、サービス、コミュニティ、不動産、自動車、ペットなどを扱うクラシファイド広告ポータルサイトである。世界40カ国1600都市で展開しており、オランダ語、英語、フランス語、ドイツ語、スペイン語に対応している。
2010年2月以降からモバイル版を提供しており、閲覧と検索のみならず、広告の投稿も可能である。アプリ版はAdsdistrict.inにコピーされ問題となっている。
インド版も展開しているが、アメリカ版の利用者の6割以上はインド国内からである。